# John Hogan (Politiker)

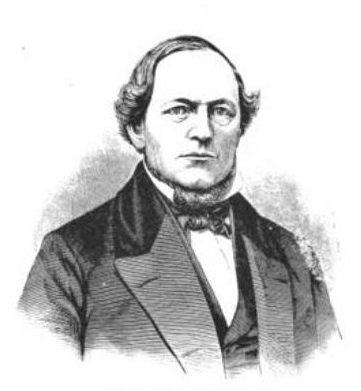
John Hogan

John Hogan (* 2. Januar 1805 in Mallow, Vereinigtes Königreich; † 5. Februar 1892 in St. Louis, Missouri) war ein US-amerikanischer Politiker irischer Herkunft. Zwischen 1865 und 1867 vertrat er den Bundesstaat Missouri im US-Repräsentantenhaus.

## Werdegang
Im Jahr 1817 kam John Hogan aus seiner irischen Heimat in die Vereinigten Staaten, wo er sich in Baltimore niederließ. Dort erhielt er eine nur eingeschränkte Schulausbildung. Gleichzeitig absolvierte er eine Lehre als Schuhmacher und wurde zum Prediger der Methodistenkirche ausgebildet. Im Jahr 1826 zog er nach Westen, wo er in Illinois als Prediger wirkte. Seit 1831 arbeitete Hogan in Madison im Handel. Zwischen 1834 und 1837 leitete er den staatlichen Bauausschuss von Illinois (Board of Public Works). Damals wurde er Mitglied der Whig Party. Im Jahr 1836 wurde er in das Repräsentantenhaus von Illinois gewählt. Zwei Jahre später kandidierte er erfolglos für den Kongress. Zwischen 1841 und 1845 arbeitete Hogan für das Katasteramt in Dixon. Anschließend zog er nach St. Louis in Missouri, wo er im Lebensmittelhandel tätig war. Zwischen 1857 und 1861 fungierte er als Posthalter in dieser Stadt.
Politisch schloss sich Hogan nach der Auflösung der Whigs den Demokraten an. Bei den Kongresswahlen des Jahres 1864 wurde er im ersten Wahlbezirk von Missouri in das US-Repräsentantenhaus in Washington, D.C. gewählt, wo er am 4. März 1865 die Nachfolge von Samuel Knox antrat. Da er im Jahr 1866 dem Republikaner William A. Pile unterlag, konnte er bis zum 3. März 1867 nur eine Legislaturperiode im Kongress absolvieren. Während dieser Zeit endete im April 1865 der Bürgerkrieg. Damals begann auch die Auseinandersetzung zwischen der Republikanischen Partei und Präsident Andrew Johnson um die Reconstruction.
Nach seinem Ausscheiden aus dem US-Repräsentantenhaus zog sich John Hogan aus der Politik zurück. In den folgenden Jahren widmete er sich seinen privaten Angelegenheiten Er starb am 5. Februar 1892 in St. Louis, wo er auch beigesetzt wurde.